# 7. prosinec
7. prosinec je 341. den roku podle gregoriánského kalendáře (342. v přestupném roce). Do konce roku zbývá 24 dní.

## Události

### Česko
- 1478 – Vladislav Jagellonský a Matyáš Korvín uzavřeli v Olomouci smlouvu, podle níž směli oba užívat titul českého krále. Vladislav Jagellonský vládl jen v Čechách, Matyáš Korvín na Moravě, ve Slezsku a v Lužicích.
- 1631 – Saské vojsko Jana Jiřího Arnima porazilo císařské vojsko Rudolfa z Tiefenbachu ve srážce u Nymburku.
- 1929 – Prezident Masaryk jmenoval novou vládu, premiérem se stal František Udržal, člen republikánské agrární strany. Byla to vláda tzv. široké koalice, v níž byli zastoupeni agrárníci, socialisté, lidovci a také ministři dvou německých politických stran.
- 1980 – Českoslovenští tenisté získali Davisův pohár, když porazili Itálii 4:1. Vítězný tým tvořili Ivan Lendl, k Tomáš Šmíd, Pavel Složil a Jan Kodeš.
- 2018 – Nejdelší železniční tunel v Česku, Ejpovický tunel, zahájil provoz v obou tubusech.

### Svět
- 1732 – Londýnská opera Covent Garden zahájila svoji činnost.
- 1742 – Státní opera v Berlíně zahájila svoji činnost.
- 1787 – Delaware se jako 1. stát připojil k USA.
- 1842 – Newyorská filharmonie zahájila činnost Beethovenovou Symfonii č. 5.
- 1877 – Thomas A. Edison předvedl svůj nový vynález – fonograf, předchůdce gramofonu.
- 1912 – Chicagský internista James Bryan Herrick označil (dosud téměř vždy smrtelný) infarkt myokardu coby náhlý trombotický uzávěr za nezávislý na angíně pectoris, a tím otevřel cestu k léčbě a zotavení pacientů.
- 1941 – Japonsko napadlo 353 letadly americký přístav Pearl Harbor na Havaji.
- 1944 – Vznikla Mezinárodní organizace pro civilní letectví.
- 1970 – Německý kancléř Willy Brandt učinil během své návštěvy varšavského ghetta kajícné gesto – Warschauer Kniefall.
- 1975 – Devět dnů po vyhlášení nezávislosti na Portugalsku byl Východní Timor okupován Indonésií.
- 1987 – Generální tajemník ÚV KSSS Michail Sergejevič Gorbačov přiletěl na oficiální návštěvu USA.
- 1995 – Sonda Galileo vstoupila šest let po svém vypuštění ze Země do atmosféry Jupiteru.
- 2024 – Katedrála Notre-Dame byla po pěti letech od ničivého požáru slavnostně znovuotevřena.

## Narození

### Česko

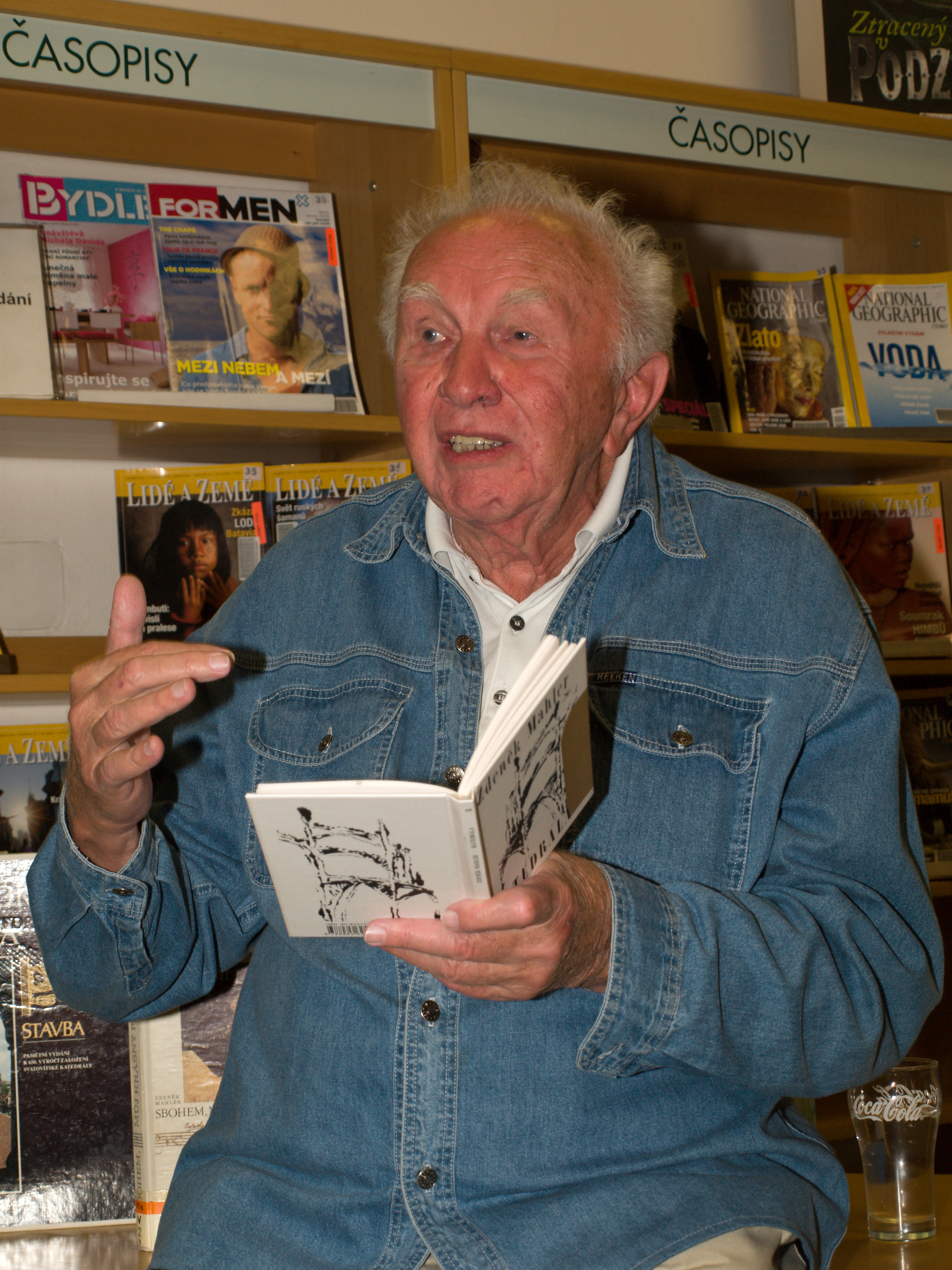
Zdeněk Mahler (* 1928)

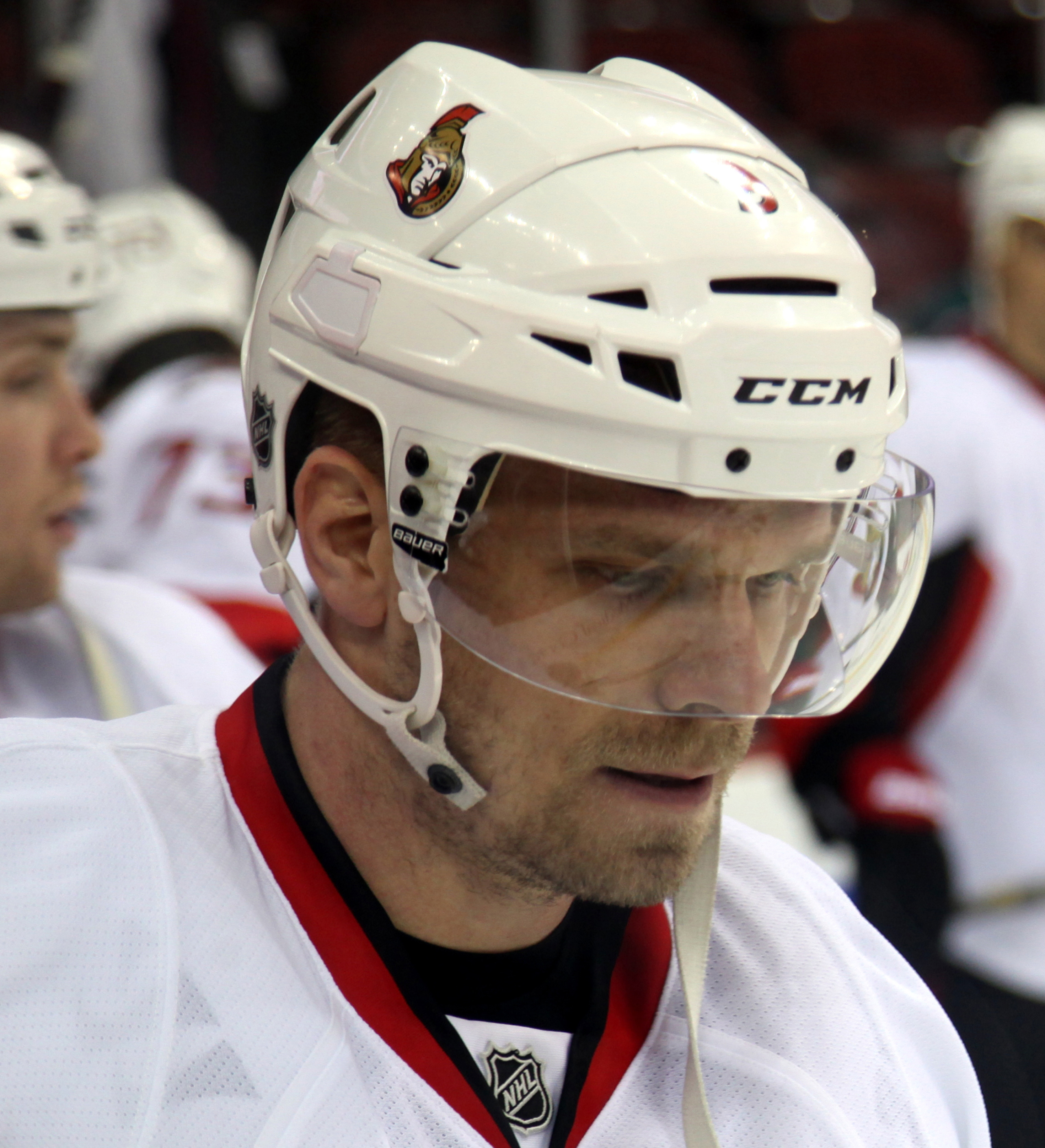
Milan Michálek (* 1984)

- 1579 – Ladislav Velen ze Žerotína, komoří krále Fridricha Falckého († 3. dubna 1638)
- 1833 – František Xaver Bakeš, učitel, hudebník, velkostatkář a politik († 6. listopadu 1917)
- 1836 – Čeněk Hevera, politik a odborný spisovatel († 27. ledna 1896)
- 1851 – Bohumila Klimšová, spisovatelka a překladatelka († 15. března 1917)
- 1856
  - Josef Sakař, český architekt († 15. ledna 1936)
  - Josef Fanta, architekt, návrhář nábytku, malíř († 20. června 1954)
- 1862 – Čeněk Kramoliš, spisovatel († 16. června 1949)
- 1876 – Emanuel Rosol, pedagog, politický a kulturní pracovník, ministerský rada a odbojář († 29. června 1942)
- 1877 – Ludwig Krysta, esperantista († ?)
- 1879 – František Horký, malíř († 21. března 1936)
- 1848 – Johann Palisa, česko-rakouský astronom († 2. května 1925)
- 1875 – Alžběta Dobřenská z Dobřenic, česká šlechtična († 11. června 1951)
- 1878 – Franz Krejčí, československý politik německé národnosti († ?)
- 1885 – Ctibor Malý, fotbalista a lední hokejista († 8. ledna 1968)
- 1886 – František Kleiner, čs. legionář, kladenský profesor a starosta sokola († 5. května 1942)
- 1889 – Ferdinand Scheinost, sportovní funkcionář a novinář († 14. července 1941)
- 1891 – Ferenc Futurista, kabaretní komik († 19. června 1947)
- 1896 – Otto Ježek, básník († 30. září 1957)
- 1911 – Jan Viktor Mládek, americký ekonom polsko-českého původu († 7. srpna 1989)
- 1913 – František Čáp, režisér († 13. ledna 1972)
- 1915 – Jan Martinec, dramatik, publicista, prozaik a překladatel († 29. srpna 1995)
- 1920 – Věra Tichánková, herečka († 9. ledna 2014)
- 1928 – Zdeněk Mahler, spisovatel, publicista, historik a muzikolog († 17. března 2018)
- 1930 – Jan Pohan, herec († 13. února 2015)
- 1936 – Jiří Žák, český herec a textař
- 1937 – Jana Prachařová, herečka a loutkoherečka († 15. srpna 2024)
- 1943 – František Veselý, fotbalista († 30. října 2009)
- 1944 – Miroslav Macek, stomatolog, publicista, překladatel, politický komentátor a politik († 1. května 2024)
- 1955 – Štefan Britvík, sbormistr a dirigent
- 1959 – Jitka Asterová, herečka a moderátorka
- 1960
  - Karel Malík, český saxofonista
  - Petra Buzková, česká politička
- 1965 – Roman Cardal, teolog a filozof
- 1984 – Milan Michálek, hokejista

### Svět
- 0521 – Sv. Kolumba († 9. června 597)

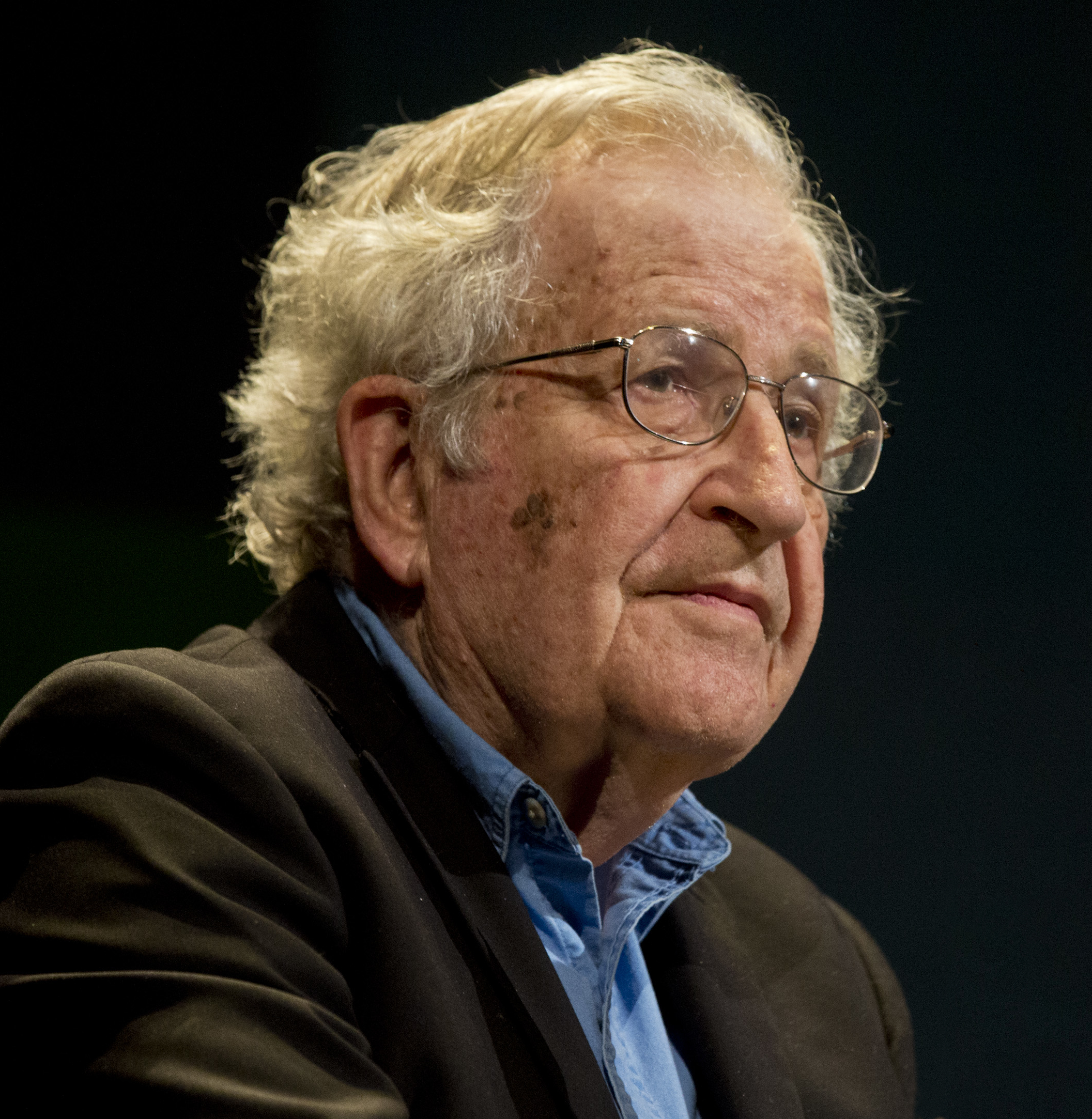
Noam Chomsky (* 1928)

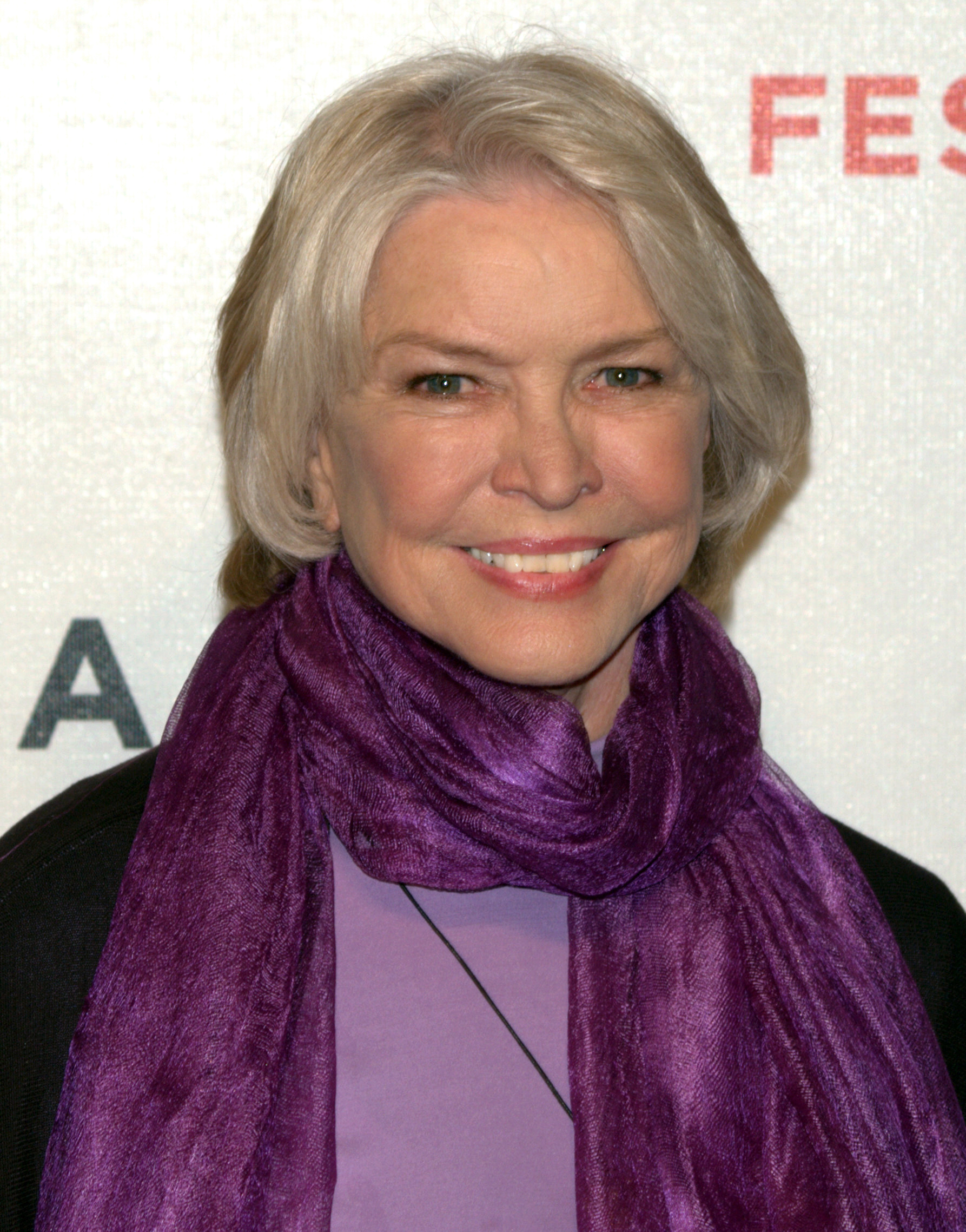
Ellen Burstynová (* 1932)

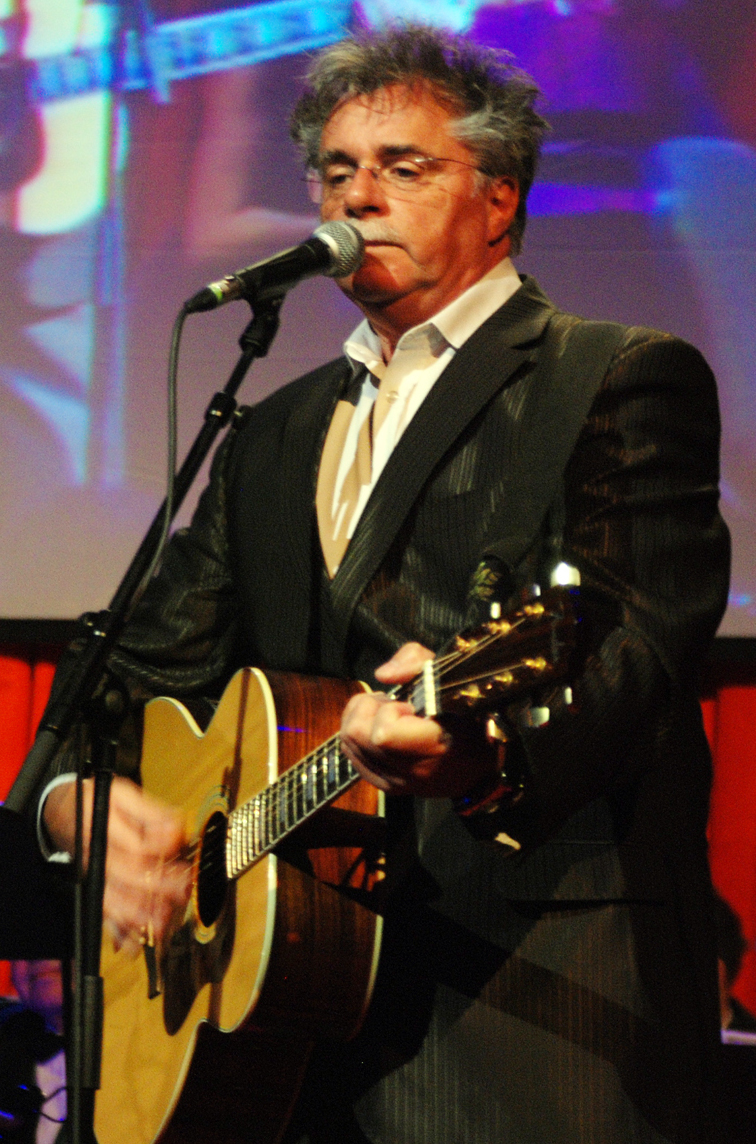
Pavol Hammel (* 1948)

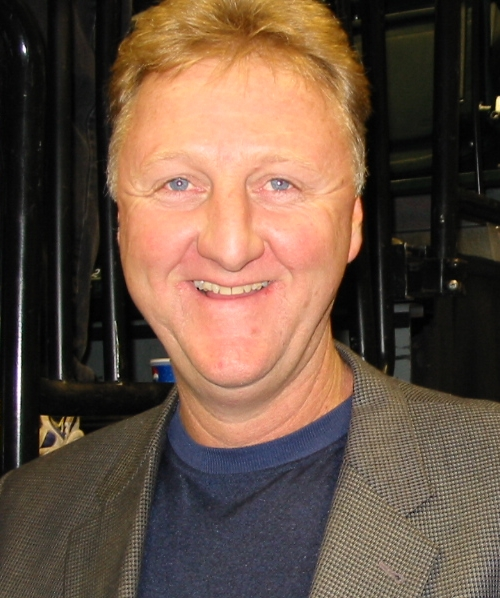
Larry Bird (* 1956)

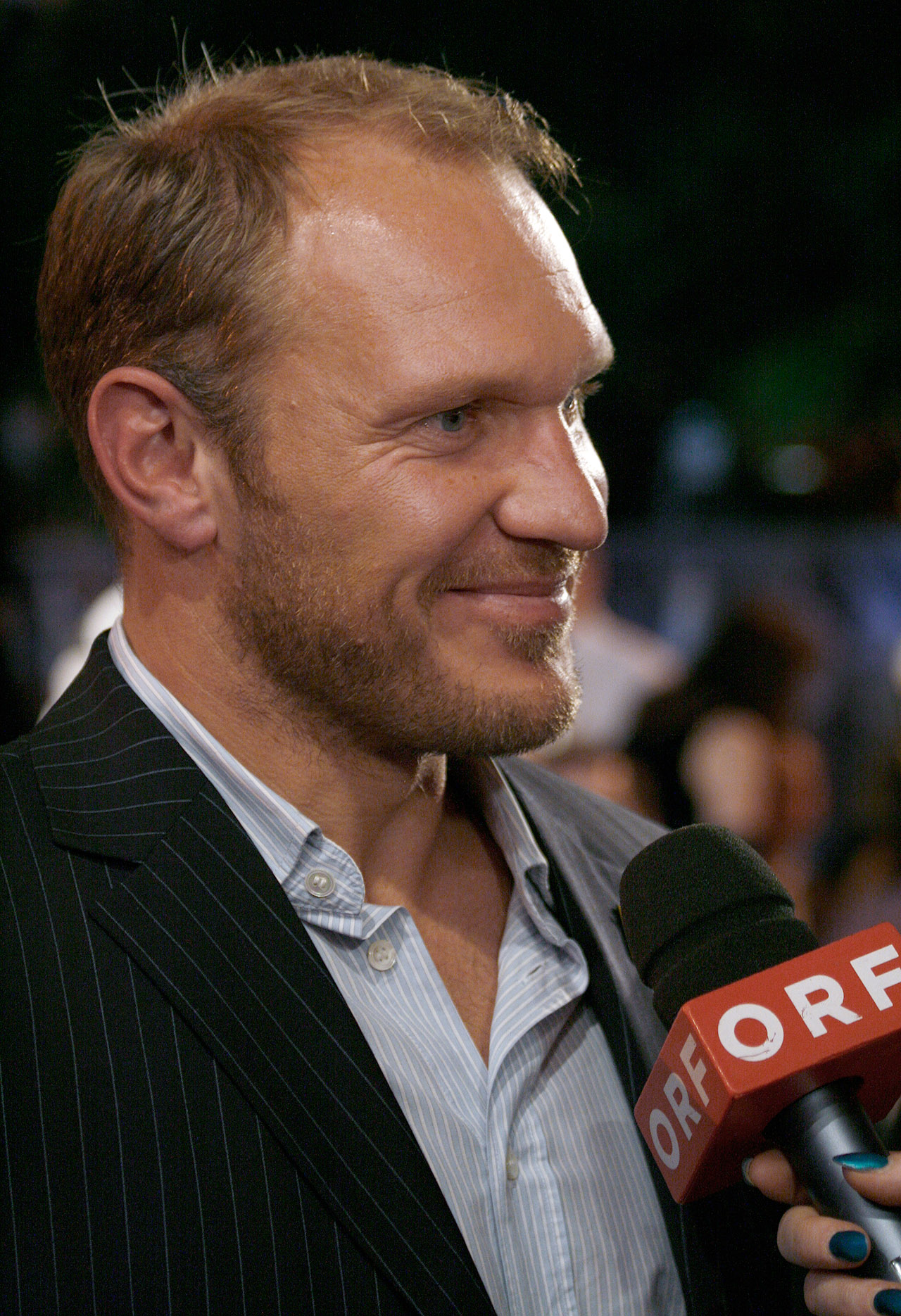
Hermann Maier (* 1972)

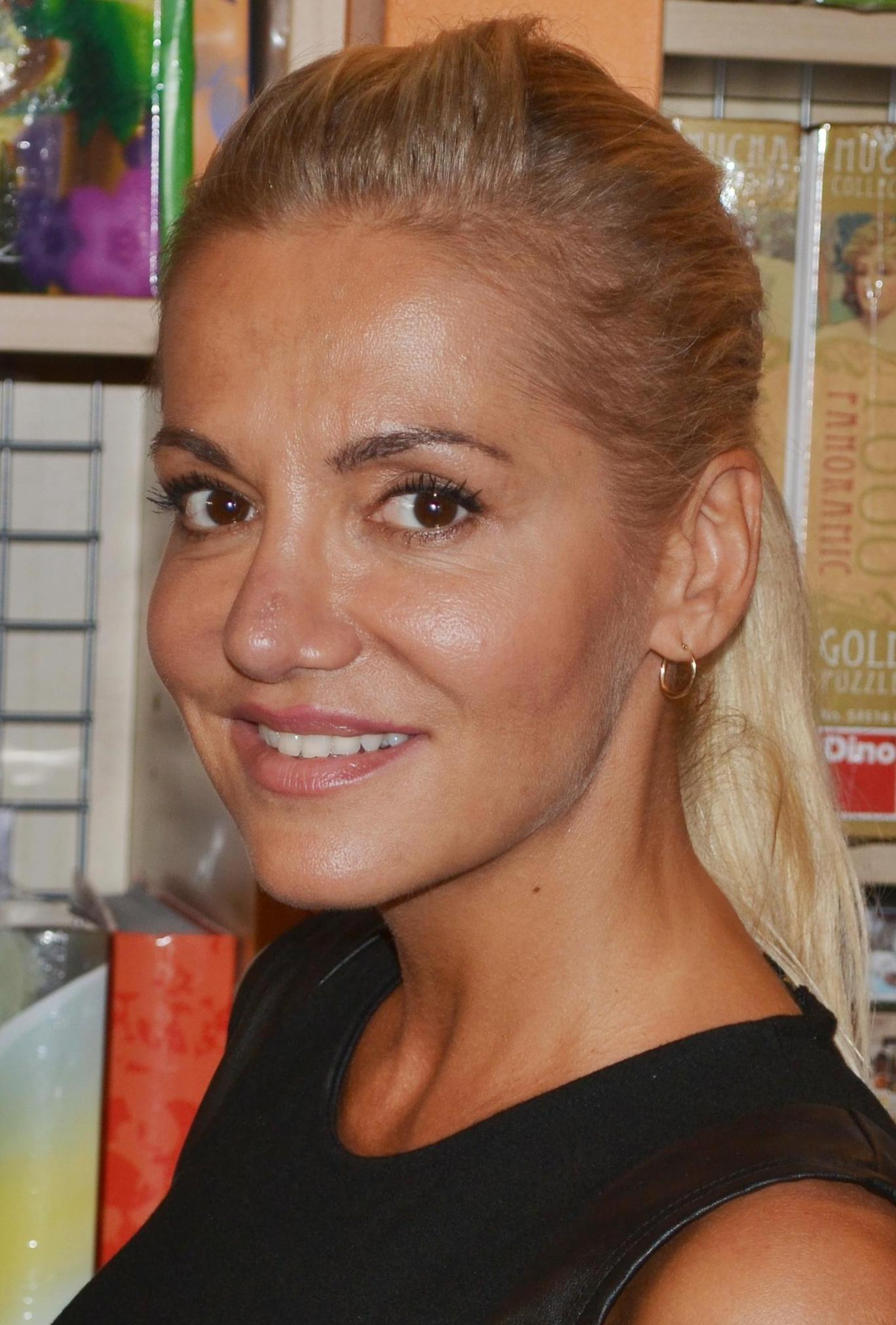
Dara Rolins (* 1972)

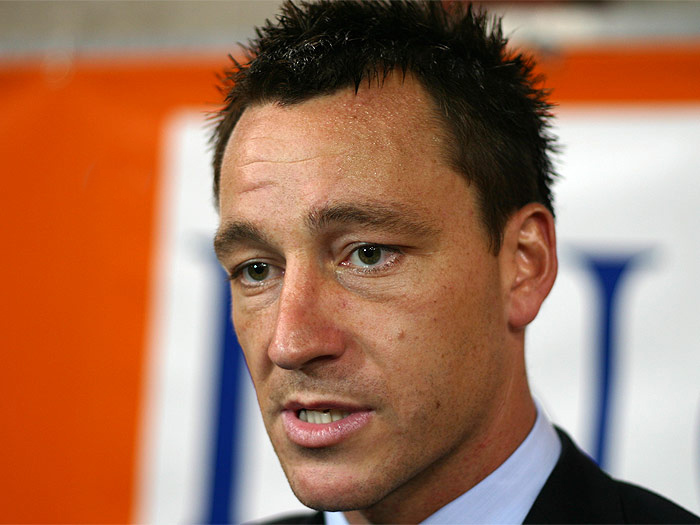
John Terry (* 1980)

- 0903 – Abdurrahmán ibn Umar as-Súfí, perský astronom († 25. května 986)
- 1545 – Jindřich Stuart, lord Darnley, vévoda z Albany, král skotský († 10. února 1567)
- 1598 – Gian Lorenzo Bernini, italský architekt a sochař († 28. listopadu 1680)
- 1615 – Nicodemus Tessin starší, švédský architekt († 24. května 1681)
- 1627 – Luisa Henrietta Oranžská, nizozemská princezna a braniborská kurfiřtka († 18. června 1667)
- 1637 – Bernardo Pasquini, italský hudební skladatel, varhaník a cembalista († 21. listopadu 1710)
- 1724 – Luisa Hannoverská, britská princezna a dánská královna († 19. prosince 1751)
- 1786 – Maria Walewska, milenka Napoleona Bonaparte a matka jeho syna Alexandra († 11. prosince 1817)
- 1784 – Allan Cunningham, skotský básník a spisovatel († 20. října 1842)
- 1801 – Johann Nepomuk Nestroy, rakouský dramatik a herec († 25. května 1862)
- 1810 – Theodor Schwann, německý vědec († 11. ledna 1882)
- 1817 – Edward Tuckerman, americký botanik († 15. března 1886)
- 1823 – Leopold Kronecker, německý matematik († 29. prosince 1891)
- 1827 – Marc Monnier, švýcarský spisovatel († 18. dubna 1885)
- 1828 – Heinrich Karl von Haymerle, ministr zahraničí Rakouska-Uherska († 10. října 1881)
- 1837 – Johann Nepomuk Wilczek, rakouský polární průzkumník a mecenáš umění († 27. ledna 1922)
- 1843 – Marc Ferrez, brazilský fotograf († 12. ledna 1923)
- 1850 – David Schwarz, chorvatský průkopník letectví († 13. ledna 1897)
- 1857
  - Louis Dollo, belgický paleontolog († 19. dubna 1931)
  - Hans-Georg Tersling, dánský architekt († 13. listopadu 1920)
- 1862 – Paul Adam, francouzský spisovatel a publicista († 2. ledna 1920)
- 1863 – Pietro Mascagni, italský hudební skladatel († 2. srpna 1945)
- 1869 – Matej Metod Bella, slovenský evangelický kněz, právník a československý politik († 1946)
- 1872 – Johan Huizinga, nizozemský kulturní historik († 1. února 1945)
- 1873
  - Willa Cather, americká spisovatelka († 24. dubna 1947)
  - Viktor Černov, ruský politik, novinář, spisovatel, filozof († 15. dubna 1952)
- 1883 – Sergej Ivanovič Beljavskij, ruský astronom († 1953)
- 1884 – Petru Groza, rumunský prezident († 7. ledna 1958)
- 1888 – Carl Malmsten, švédský designér nábytku († 13. srpna 1972)
- 1889 – Gabriel Marcel, francouzský spisovatel, dramatik a personalistický filozof († 1973)
- 1893 – Hermann Balck, generál nacistického Německa († 29. listopadu 1982)
- 1897 – Ambróz Lazík, slovenský biskup († 20. dubna 1969)
- 1905 – Gerard Kuiper, nizozemsko-americký astronom († 23. prosince 1973)
- 1907 – Imre Ámos, maďarský malíř († 1944)
- 1910 – Louis Prima, americký zpěvák, herec, písňový autor a trumpetista († 24. srpna 1978)
- 1911
  - Birger Wasenius, finský rychlobruslař († 2. ledna 1940)
  - Gabrielle Woods, americká herečka († 23. září 2006)
- 1912 – Daniel Jones, velšský hudební skladatel († 23. dubna 1993)
- 1913 – Per Anger, švédský diplomat, záchrance mnoha maďarských židů († 26. srpna 2002)
- 1915
  - Leigh Brackettová, americká scenáristka a spisovatelka († 18. března 1978)
  - Eli Wallach, americký herec († 24. června 2014)
- 1920 – Walter Nowotny, německý stíhač († 8. listopadu 1944)
- 1924
  - Mário Soares, politik a bývalý prezident Portugalska († 7. ledna 2017)
  - Jovanka Broz, choť jugoslávského prezidenta, Josipa Broze Tita († 20. října 2013)
- 1928
  - Daniel Adzei Bekoe, ghanský chemik a politik
  - Noam Chomsky, americký lingvista a levicově orientovaný aktivista
- 1931 – Nicholas Cheong Jin-Suk, jihokorejský kardinál
- 1932
  - Ellen Burstynová, americká modelka a herečka
  - Pentti Linkola, radikální finský environmentalista († 5. dubna 2020)
- 1938 – Marty Thau, americký hudební producent a manažer († 13. února 2014)
- 1945 – Grażyna Barbara Szewczyk, polská vysokoškolská pedagožka, skandinávistka a germanistka
- 1948 – Pavol Hammel, slovenský hudebník a zpěvák
- 1949 – Tom Waits, americký písničkář
- 1956
  - Larry Bird, americký profesionální basketbalista
  - Iveta Radičová, předsedkyně vlády Slovenska
- 1958 – Tim Butler, britský baskytarista
- 1959 – William King, britský spisovatel
- 1963
  - Mark Bowen, bývalý velšský fotbalista
  - Eazy-E, americký rapper
- 1965 – Jeffrey Wright, americký herec
- 1966
  - Gem Archer, anglický kytarista, člen skupiny Oasis
  - Lucía Etxebarria, španělská spisovatelka
- 1971 – Vladimir Akopjan, arménský šachový velmistr
- 1972
  - Hermann Maier, rakouský lyžař
  - Dara Rolins, slovenská zpěvačka
- 1978 – Shiri Appleby, americká herečka
- 1979 – Marián Kelemen, slovenský fotbalový brankář
- 1980
  - Clemens Fritz, německý fotbalista
  - John Terry, anglický fotbalista
- 1982 – Jack Huston, britský herec
- 1983 – Peter Horák, slovenský atlet
- 1984 – Robert Kubica, polský automobilový závodník
- 1987 – Aaron Carter, americký rapper († 5. listopadu 2022)
- 1988
  - Nathan Adrian, americký plavec
  - Emily Browningová, australská herečka, zpěvačka a modelka
- 1990
  - David Goffin, belgický tenista
  - Urszula Radwańská, polská tenistka
- 1994 – Juzuru Hanjú, japonský krasobruslař
- 2003 – Catharina-Amalia Nizozemská, nizozemská korunní princezna

## Úmrtí

### Česko

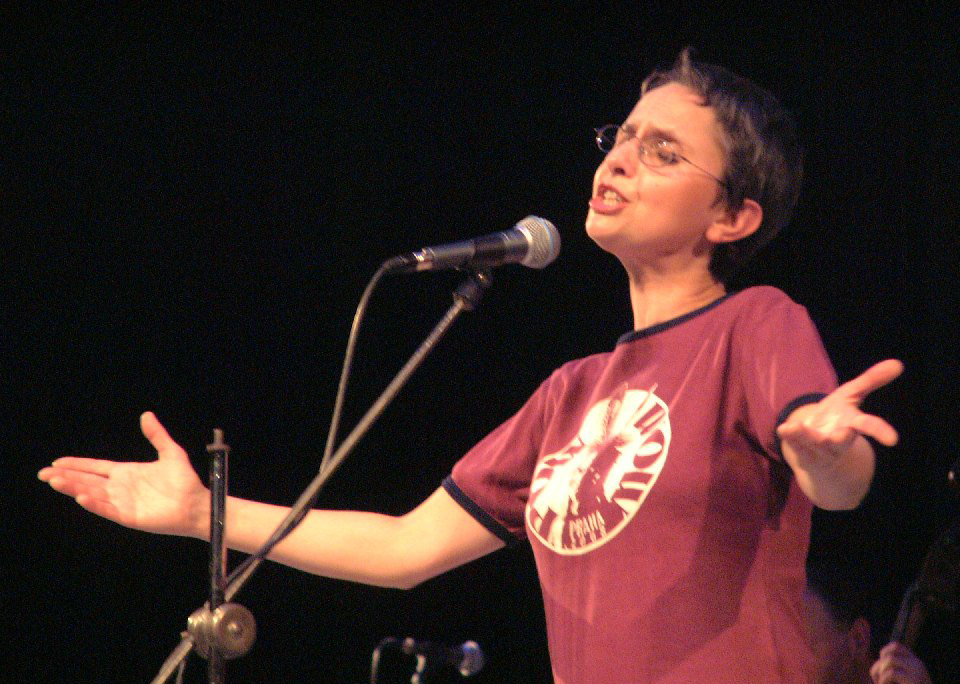
Zuzana Navarová († 2004)

- 1575 – Šimon Proxenus, český spisovatel, univerzitní profesor a právník (* 1532)
- 1723 – Jan Blažej Santini-Aichel, architekt (* 3. února 1677)
- 1760 – Jan Packeny, německo-český zlatník pozdního baroka v Praze (* ? 1694)
- 1789 – Emanuel Arnošt Valdštejn, duchovní, biskup litoměřický (* 17. července 1716)
- 1866 – Celestýn Opitz, chirurg, průkopník anesteziologie (* 25. února 1810)
- 1899 – Jan Evangelista Mitvalský, oční lékař (* 1. června 1861)
- 1901 – Antonín Norbert Vlasák, kněz, buditel, regionální historik Vlašimska (* 10. ledna 1812)
- 1920 – Štěpán Doubek, hudební skladatel a pedagog (* 15. září 1872)
- 1922 – Karel Vrba, mineralog, rektor Univerzity Karlovy, politik (* 10. listopadu 1845)
- 1933 – Hans Knirsch, československý politik německé národnosti (* 14. září 1877)
- 1946 – Stanislav Kostlivý, chirurg a vysokoškolský profesor (* 30. října 1877)
- 1949 – Josef Koždoň, politik (* 8. září 1873)
- 1968 – Jan Opatrný, teolog, filozof a kanovník svatovítské kapituly (* 10. října 1895)
- 1969 – Ladislav Šimůnek, československý fotbalový reprezentant (* 4. října 1916)
- 1971 – Josef Černý, ministr vnitra Československa (* 28. února 1885)
- 1979 – Karel Hrdlička, významná osobnost československého automobilového průmyslu (* 1. března 1888)
- 1992 – Jindřich Bek, železniční odborník, technik a historik (* 13. června 1927)
- 2004 – Zuzana Navarová, zpěvačka, skladatelka a textařka (* 18. června 1959)
- 2010 – Jan Bočan, architekt (* 17. října 1937)
- 2011 – Jiří Klikorka, chemik (* 6. ledna 1922)
- 2020 – Vadim Petrov, hudební skladatel (* 24. května 1932)

### Svět

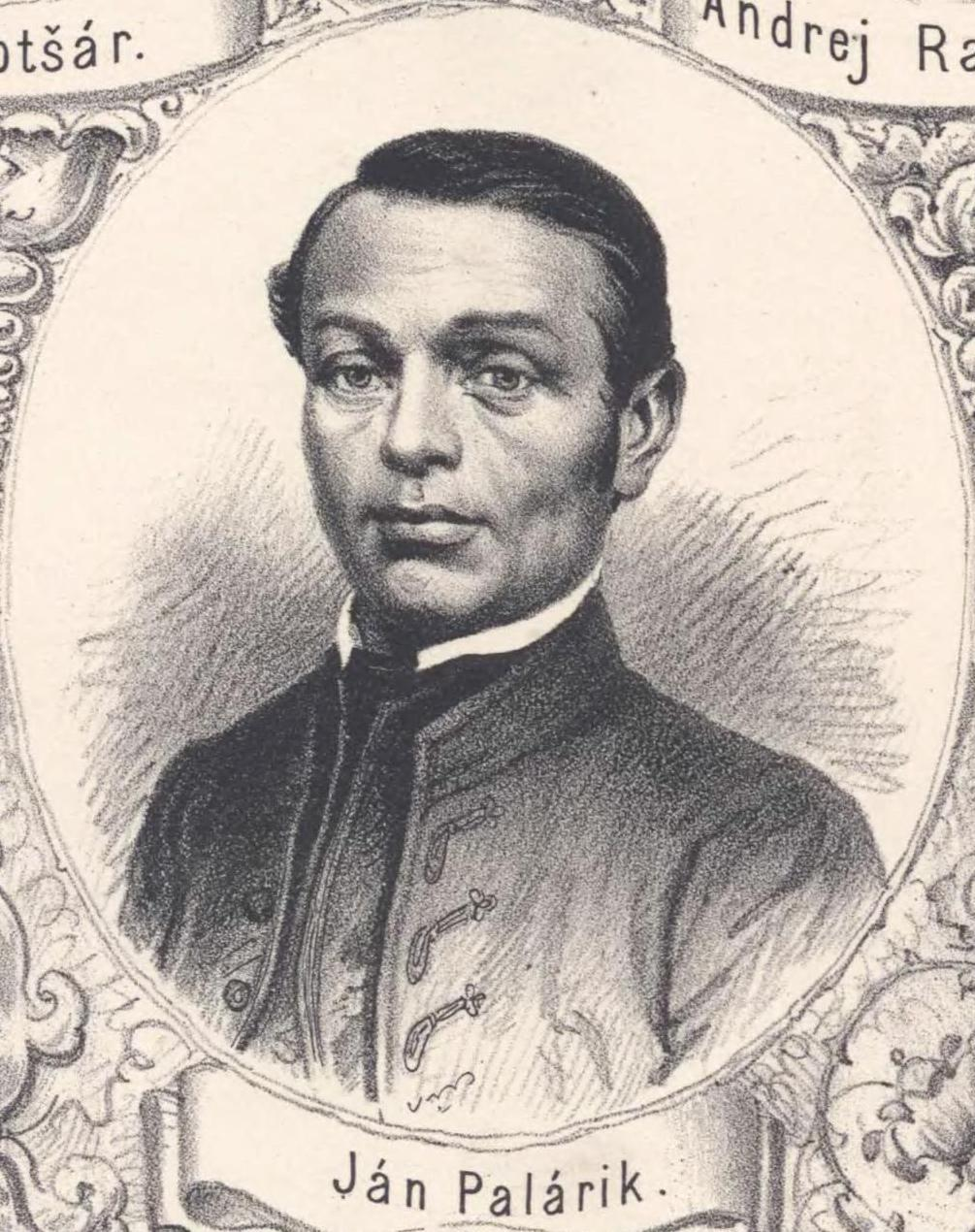
Ján Palárik († 1870)

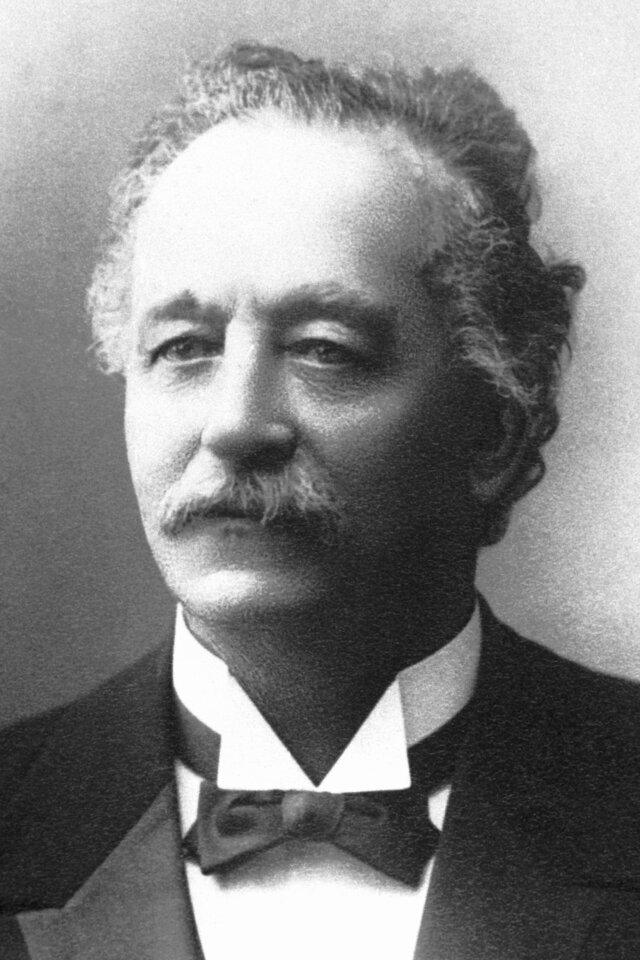
Élie Ducommun († 1906)

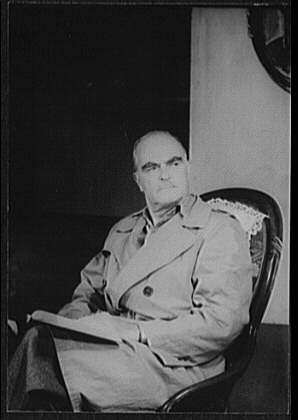
Thornton Wilder († 1975)

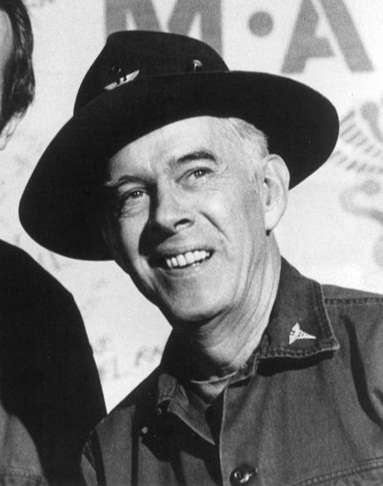
Harry Morgan († 2011)

- 0043 př. n. l. – Marcus Tullius Cicero, římský řečník, politik a spisovatel (* 3. ledna 106 př. n. l.)
- 0283 – Eutychianus, 27. papež katolické církve a svatý (* ?)
- 0983 – Ota II., římský císař (* 955)
- 1254 – Inocent IV., italský duchovný a papež (* asi 1195)
- 1279 – Boleslav V. Stydlivý, kníže krakovský a sandoměřský, polský král (* 21. června 1226)
- 1583 – Nurbanu Sultan, manželka sultána Selima II., matka sultána Murada III., Valide sultan (* 1525)
- 1622 – Žofie Braniborská, princezna braniborská, saská kurfiřtka a regentka (* 6. června 1568)
- 1652 – František z Magni, italský šlechtic, říšský hrabě a polní maršál (* 10. listopadu 1598)
- 1709 – Meindert Hobbema, nizozemský malíř (* 31. října 1638)
- 1793 – Joseph Bara, francouzský republikánský voják (* 30. července 1779)
- 1805 – Frederik Dánský, dánský princ (* 11. října 1753)
- 1815 – Michel Ney, francouzský napoleonský maršál (* 10. ledna 1769)
- 1817 – William Bligh, anglický viceadmirál a mořeplavec (* 9. září 1754)
- 1856 – Christoph Friedrich Otto, německý botanik (* 4. prosince 1783)
- 1870 – Ján Palárik, slovenský katolický kněz, spisovatel-dramatik (* 27. dubna 1822)
- 1874 – Konstantin von Tischendorf, saský teolog (* 18. ledna 1815)
- 1892
  - Vladimír Logothetti, rakousko-uherský důstojník, politik (* 4. srpna 1822)
  - Joseph-Philibert Girault de Prangey, francouzský fotograf a kreslíř (* 21. října 1804)
- 1894 – Ferdinand Lesseps, francouzský diplomat (* 19. listopadu 1805)
- 1906 – Élie Ducommun, švýcarský novinář a mírový aktivista, držitel Nobelovy ceny za mír (* 1833)
- 1912 – sir George Howard Darwin, anglický astronom (* 9. července 1845)
- 1917 – Léon Benett, francouzský malíř (* 2. března 1838)
- 1919 – Hugo Gerhard Ströhl, rakouský heraldik (* 24. září 1851)
- 1927 – Gustave Fougères, francouzský archeolog (* 24. dubna 1863)
- 1930 – Noe Ramišvili, gruzínský politik a první premiér Gruzie (* 5. dubna 1881)
- 1933 – August Exter, německý architekt (* 18. května 1858)
- 1936 – Vasyl Stefanyk, ukrajinský spisovatel (* 14. května 1871)
- 1940 – Paul Ferdinand Schilder, rakouský psychiatr, psychoanalytik a neurolog (* 15. února 1886)
- 1947
  - Tristan Bernard, francouzský dramatik a spisovatel (* 7. září 1866)
  - Nicholas Murray Butler, americký filozof a diplomat, nositel Nobelovy ceny za mír (* 2. dubna 1862)
- 1956 – Karol Kočí, slovenský entomolog (* 17. ledna 1879)
- 1960 – Clara Haskilová, rumunská klavíristka (* 7. ledna 1895)
- 1961 – Michal Buzalka, slovenský teolog a biskup (* 18. září 1885)
- 1962 – Kirsten Flagstadová, norská operní zpěvačka (* 12. července 1895)
- 1970 – Rube Goldberg, americký kreslíř a karikaturista (* 4. července 1883)
- 1973 – Adile Sultan, osmanská princezna (* 7. února 1887)
- 1975 – Thornton Wilder, americký spisovatel (* 17. dubna 1897)
- 1982 – Edvard Westerlund, finský zápasník, zlato na OH 1924 (* 1. února 1901)
- 1985
  - Šlomo Rozen, ministr izraelských vlád (* 21. června 1905)
  - Robert Graves, anglický literární kritik a spisovatel (* 24. července 1895)
- 1990
  - Joan Bennett, americká herečka (* 27. února 1910)
  - Reinaldo Arenas, kubánský prozaik, básník a dramatik (* 16. července 1943)
  - Horst Bienek, německý spisovatel (* 7. května 1930)
- 1993
  - Wolfgang Paul, německý fyzik (* 10. srpna 1913)
  - Félix Houphouët-Boigny, prezident Pobřeží slonoviny (* 18. října 1905)
- 1995
  - Juraj Weincziller, slovenský horolezec, horský vůdce a kameraman (* 16. ledna 1937)
  - Masaši Watanabe, japonský fotbalista (* 11. ledna 1936)
- 1996 – Muslim Mukimovič Abdullin, sovětský a kazašský zpěvák (* 14. března 1916)
- 1997 – Billy Bremner, skotský fotbalista (* 9. prosince 1942)
- 2003 – Ladislav Beller, slovenský fotbalový brankář (* 21. února 1923)
- 2006
  - Ljuben Berov, premiér Bulharska (* 6. října 1925)
  - Jeane Kirkpatricková, americká politička a diplomatka (* 19. listopadu 1926)
  - Viktor Trstenský, slovenský katolický kněz, spisovatel a politický vězeň (* 28. března 1908)
- 2011 – Harry Morgan, americký herec (* 10. dubna 1915)
- 2012 – Jozef Jablonický, slovenský historik (* 3. ledna 1933)
- 2013 – Édouard Molinaro, francouzský filmový režisér, scenárista a herec (* 13. května 1928)
- 2016 – Paul Elvstrøm, dánský sportovní jachtař (* 25. února 1928)
- 2020 – Doug Scott, britský horolezec (* 29. května 1941)

## Svátky

### Česko
- Ambrož, Benjamín

### Svět
- Mezinárodní den civilního letectví

| 7. prosinec v pražském KlementinuÚdaje jsou platné k 11. 3. 2025. | 7. prosinec v pražském KlementinuÚdaje jsou platné k 11. 3. 2025. | 7. prosinec v pražském KlementinuÚdaje jsou platné k 11. 3. 2025. |
| minimum                                                           | denní průměr                                                      | maximum                                                           |
| ----------------------------------------------------------------- | ----------------------------------------------------------------- | ----------------------------------------------------------------- |
| −20,9 °C (1875)                                                   | 2,0 °C (od 1961)                                                  | 16,0 °C (1868)                                                    |